# Troy DeVries
Troy Anthony DeVries (nascut el 25 de juliol de 1982) és un jugador de bàsquet nord-americà. Fa 1,93 metres, i juga a la posició d'aler al Bàsquet Manresa.
La carrera de DeVries ha transcorregut principalment en diferents clubs de la lliga espanyola, on va arribar el 2008 per formar part de la disciplina del Plus Pujol Lleida de la lliga LEB Or. En aquesta categoria, la segona en importància del bàsquet espanyol, també va militar en clubs com el CB Sant Josep Girona o el Melilla Baloncesto. En total va disputar 61 partits amb una mitjana de més de 14 punts en aquesta categoria.